# Zdeněk Opočenský
Zdeněk Opočenský (17. března 1896, Praha – 11. srpna 1975, Praha) byl československý sportovní gymnasta. Zúčastnil se Letních olympijských her 1920 v Antverpách a obsadil zde 4. místo v soutěži družstev mužů.